# گراژینا ولشچاک
گراژینا وُلشچاک (انگلیسی: Grażyna Wolszczak؛ زادهٔ ۷ دسامبر ۱۹۵۸) بازیگر اهل کشور لهستان است.
از فیلم‌ها یا برنامه‌های تلویزیونی که وی در آنها نقش داشته‌است می‌توان به هوایی چنان پاک، شال‌گردن زرد، ورای تخت جراحی، جادوگر (مجموعه تلویزیونی)، جادوگر (فیلم) و در خیابان سپولنی اشاره کرد.